# Elvira Hancock

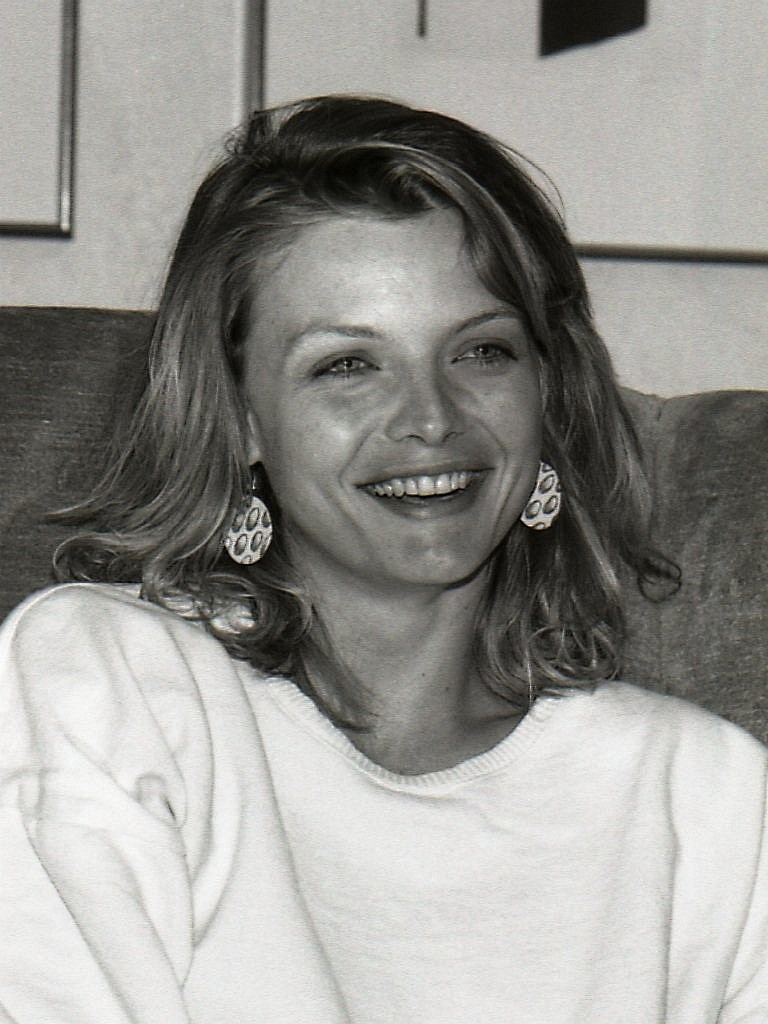
Michelle Pfeiffer

Elvira Hancock – postać fikcyjna z filmu Człowiek z blizną.
Elvira pojawia się w filmie jako kochanka Franka Lopeza. Jest osobą znudzoną życiem, często narzekającą, lubiącą luksusy i zażywającą kokainę. Jednak od ich pierwszego spotkania podoba się Tony'emu. Początkowo Elvira nie odwzajemnia uczuć Tony'ego, lecz z czasem Tony zyskuje sobie jej sympatię, a po zamordowaniu Franka żeni się z nią. Ich małżeństwo nie jest jednak udane. Zazwyczaj się kłócą, a Tony nie może znieść, że jego żona nie może mieć dzieci przez narkotyki. Gdy Tony obraża ją w restauracji, ta wścieka się i odchodzi. Tony przez następny tydzień, czyli do końca życia, często pyta swych podwładnych, czy Elvira dzwoniła. Niestety, zawsze pada odpowiedź przecząca. Dalsze losy Elviry nie są znane.
W starszej wersji filmu odpowiednikiem Elviry jest Poppy, a jej rolę odgrywają Michelle Pfeiffer (1983) i Karen Morley (1932).